# Les Ponts-de-Martel
Les Ponts-de-Martel je obec v kantonu Neuchâtel na západě Švýcarska. Má přibližně 1 200 obyvatel.

## Geografie

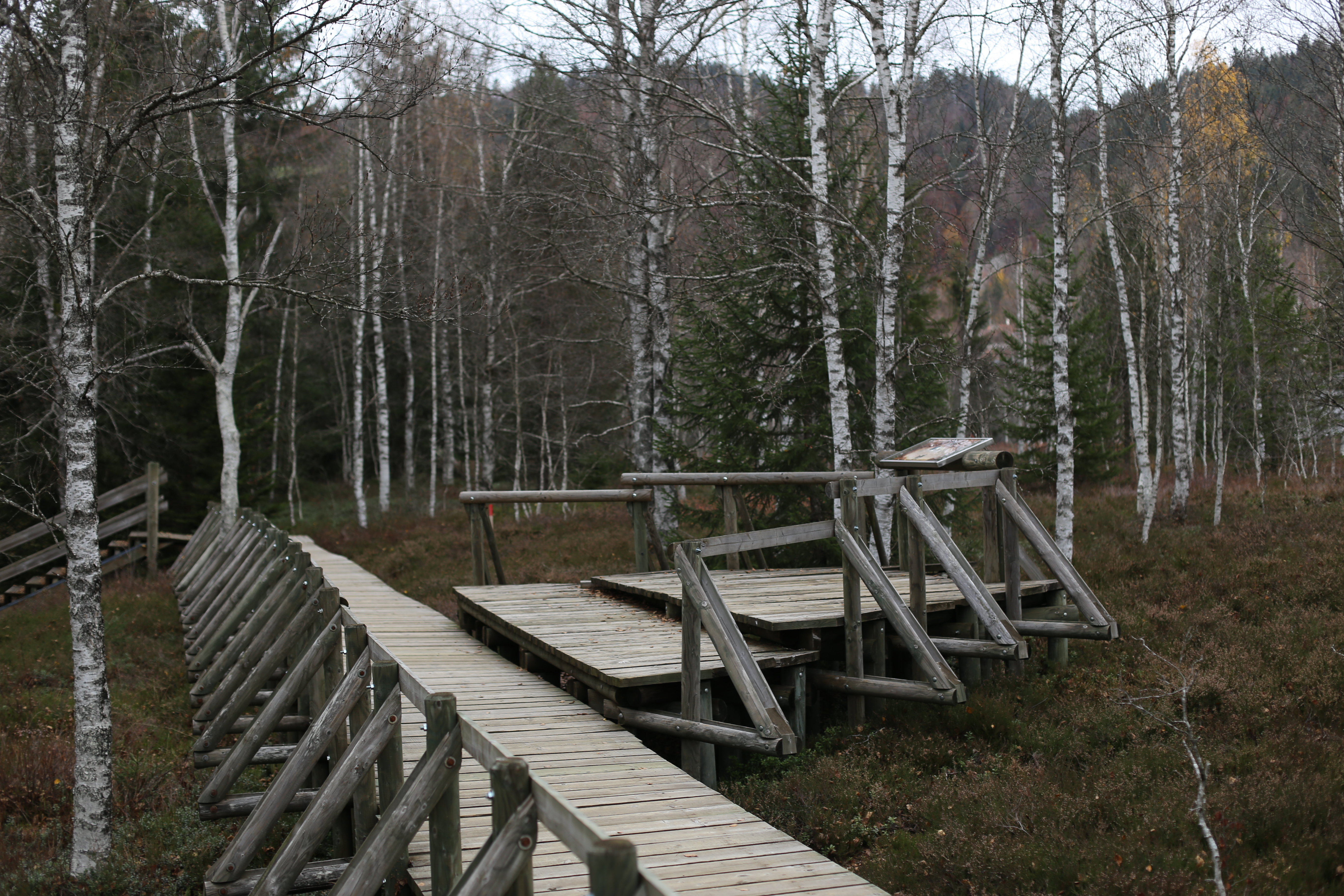
Rašeliniště v okolí obce

Les Ponts-de-Martel leží v nadmořské výšce 1009 metrů, vzdušnou čarou 16 km západně od hlavního města kantonu, Neuchâtelu. Obec se rozkládá na západním okraji vysoko položeného údolí Vallée des Ponts v Neuchâtelském Jurovi a na přilehlém svahu antiklinály Grand Som Martel.
Území obce o rozloze 18,2 km² zahrnuje západní část údolí Vallée des Ponts, která je rovinatá. Na rovině se zachovaly rozsáhlé plochy vrchovištního rašeliniště, které jsou v celostátním seznamu krajin a přírodních památek národního významu (BLN) zapsány jako Tourbière des Ponts-de-Martel. V oblasti se od 18. do 20. století těžila rašelina, východní hranici tvoří potok.
Východní hranici obce tvoří potok Le Bied, který se na jižním okraji obce ztrácí v průsakové nálevce. Na západě zasahuje dno obce do antiklinály oddělující údolí Vallée des Ponts od údolí Vallée de la Brévine. V úzkém zákoutí na západě zasahuje území nad údolí Combes Dernier až do nadmořské výšky Haut des Joux (1275 m n. m.). Na severu zahrnuje Les Ponts-de-Martel vrchol Grand Som Martel, kde je s 1337 m n. m. nejvyšší bod obce. Zde se nacházejí rozsáhlé jurské vysokohorské pastviny s typickými mohutnými smrky stojícími buď jednotlivě, nebo ve skupinách. V roce 1997 zaujímala 6 % rozlohy obce zastavěná plocha, 31 % lesy a háje, 59 % zemědělské plochy a asi 4 % tvořila neproduktivní půda.
K obci Les Ponts-de-Martel patří osady Martel-Dernier (1016 m n. m.), Le Voisinage (1001 m n. m.) a Petit Martel (1008 m n. m.), které se nacházejí na západním okraji údolí Vallée des Ponts, a četné zemědělské osady a jednotlivé farmy roztroušené po výšinách Jury. Sousedními obcemi Les Ponts-de-Martel jsou Le Locle, La Chaux-du-Milieu, La Brévine, Val-de-Travers, Brot-Plamboz a La Sagne.

## Historie
Údolí Vallée des Ponts bylo osídleno ve 14. století přistěhovalci z kantonu Vaud poté, co jim páni z Valanginu zaručili rozsáhlé osvobození od daní. Místní název Les Ponts-de-Martel nemá nic společného s mosty v pravém slova smyslu, ale odkazuje na dřevěné cesty a lávky, které musely být postaveny k překonání vřesovišť. Martel je nářeční slovo pro marais (vřesoviště).
Oblast Les Ponts-de-Martel patřila pod svrchovanost hrabství Neuchâtel. Od roku 1648 byl Neuchâtel knížectvím a od roku 1707 byl personální unií připojen k Pruskému království. V roce 1806 bylo území postoupeno Napoleonovi a v roce 1815 v rámci Vídeňského kongresu dostalo do Švýcarské konfederace, přičemž pruští králové zůstali až do Neuchâtelské smlouvy z roku 1857 rovněž knížaty neuchâtelskými.

## Obyvatelstvo
| Vývoj počtu obyvatel | Vývoj počtu obyvatel | Vývoj počtu obyvatel | Vývoj počtu obyvatel | Vývoj počtu obyvatel | Vývoj počtu obyvatel | Vývoj počtu obyvatel | Vývoj počtu obyvatel | Vývoj počtu obyvatel | Vývoj počtu obyvatel |
| -------------------- | -------------------- | -------------------- | -------------------- | -------------------- | -------------------- | -------------------- | -------------------- | -------------------- | -------------------- |
| Rok                  | 1850                 | 1870                 | 1900                 | 1950                 | 1960                 | 1970                 | 1980                 | 1990                 | 2000                 |
| Počet obyvatel       | 1687                 | 2189                 | 1957                 | 1508                 | 1429                 | 1327                 | 1183                 | 1192                 | 1297                 |

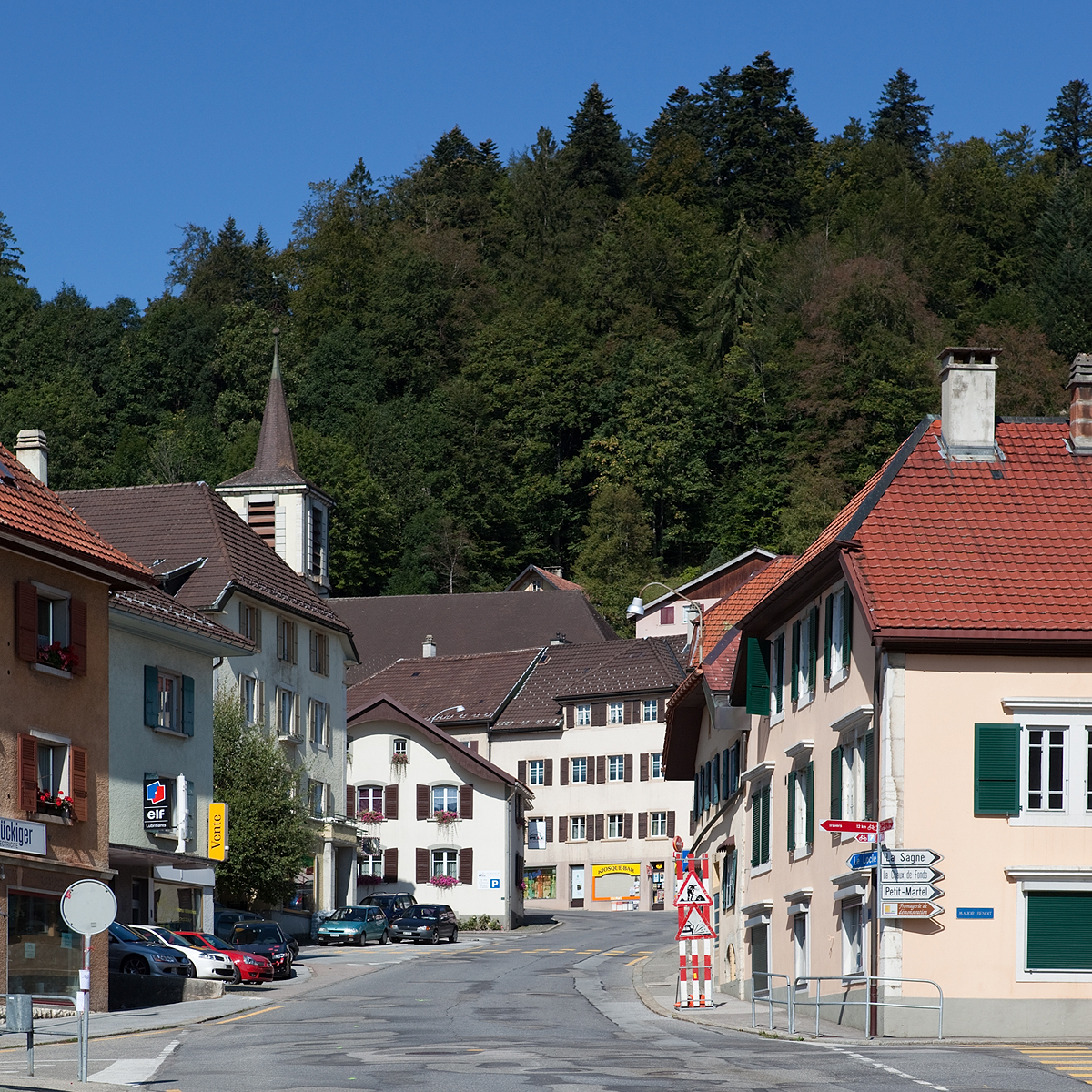
Centrum obce

S 1240 obyvateli (k 31. prosinci 2021) patří Les Ponts-de-Martel ke středně velkým obcím kantonu Neuchâtel. Z celkového počtu obyvatel 93,7 % hovoří francouzsky, 3,6 % německy a 0,5 % albánsky (stav v roce 2000). Po dosažení nejvyššího počtu obyvatel kolem roku 1870, kdy zde žilo přibližně 2200 obyvatel, klesl počet obyvatel Les Ponts-de-Martel v důsledku silného vystěhovalectví až do roku 1980 téměř o 50 %; od té doby byl opět zaznamenán mírný nárůst.

## Hospodářství
Les Ponts-de-Martel je regionálním centrem údolí Vallée des Ponts. Po dlouhou dobu se obec vyznačovala především zemědělstvím. Na konci 18. století začala industrializace údolí, kdy se nejprve začalo provozovat přádelnictví a krajkářství, které se provádělo převážně v domácnostech. Po roce 1800 se prosadilo hodinářství, což vedlo k velkému hospodářskému rozmachu obci i jejím okolí.
Dalším významným průmyslovým odvětvím byla od 18. století těžba rašeliny na rozsáhlých rašeliništích ve vysokém údolí. Rašelina byla vyhledávaným obchodním artiklem, zejména během obou světových válek. Po přijetí tzv. „iniciativy Rothenturm“ na ochranu rašelinišť ve Švýcarsku byla těžba rašeliny zastavena a oblast byla vyhlášena přírodní rezervací (Tourbière des Ponts-de-Martel).
V současné době patří mezi hlavní průmyslová odvětví výroba zemědělských strojů, stavebnictví, hodinářství a zpracování masa. Důležitou roli stále hraje také zemědělství, kde převažuje chov skotu a mlékárenství. Nachází se zde také sýrárna.

## Doprava

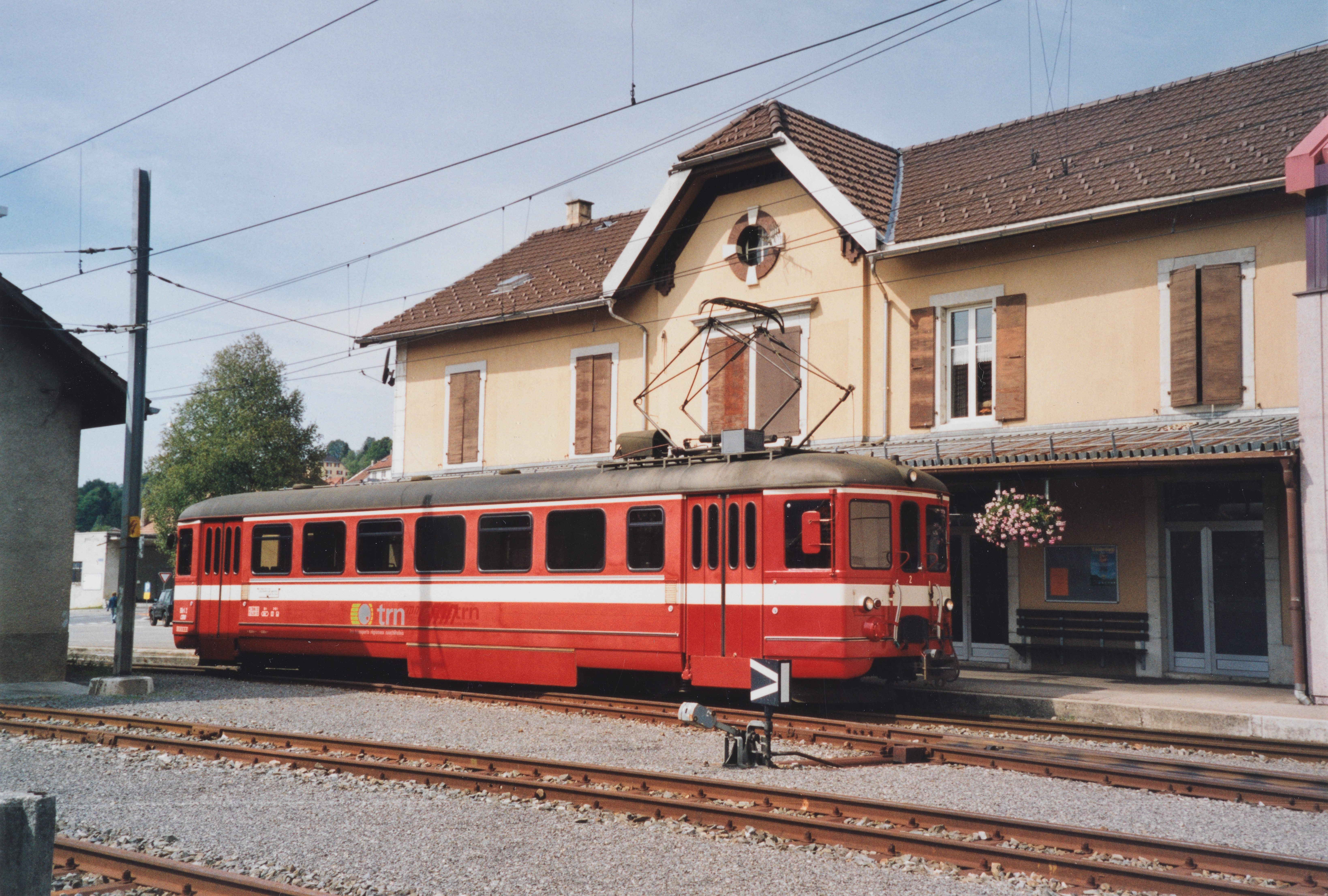
Vlak ve stanici Les Ponts-de-Martel

Obec leží na kantonální silnici z Neuchâtelu přes průsmyk La Tourne do Le Locle. Les Ponts-de-Martel je konečnou stanicí železniční tratě s metrovým rozchodem bývalé železnice Ponts-Sagne-Chaux-de-Fonds (PSC), kterou od roku 1999 provozuje společnost Transports Régionaux Neuchâtelois (TRN). Železniční trať, otevřená 26. července 1889, spojuje údolí Vallée des Ponts s La Chaux-de-Fonds; další tři zastávky na trati se nacházejí v obci Petit-Martel. Do Les Ponts-de-Martel jezdí také poštovní autobusová linka z Neuchâtelu do Le Locle.

## Osobnosti
- Louis Zutter (1865–1946), švýcarský gymnasta